# Chiconcuac, Hidalgo
Chiconcuac är en ort i Mexiko.   Den ligger i kommunen Tlanalapa och delstaten Hidalgo, i den sydöstra delen av landet, 70 km nordost om huvudstaden Mexico City. Chiconcuac ligger 2 461 meter över havet och antalet invånare är 759.
Terrängen runt Chiconcuac är kuperad åt nordost, men åt sydväst är den platt. Runt Chiconcuac är det ganska tätbefolkat, med 155 invånare per kvadratkilometer. Närmaste större samhälle är Ciudad Sahagun, 7,2 km sydost om Chiconcuac. Trakten runt Chiconcuac består till största delen av jordbruksmark.